# Anayama Nobukimi
Anayama Nobukimi est un nom japonais traditionnel ; le nom de famille (ou le nom d'école), Anayama, précède donc le prénom (ou le nom d'artiste).
Anayama Nobukimi (穴山 信君, Anayama Nobukimi, né en 1541 et mort le 21 juin 1582), aussi connu sous son nom bouddhiste Anayama Baisetsu (穴山 梅雪, Anayama Baisetsu), est un des vingt-quatre généraux de Takeda Shingen, dont il est également le neveu et le beau-frère. Après la mort de Shingen, il sert également son fils, Takeda Katsuyori, avant de le trahir en 1582.

## Biographie

### Origine
La famille Anayama est une branche cadette du clan Takeda. Le premier du nom est un fils de Takeda Nobukate, Yoshitake, qui reçoit le domaine d'Anayama dans la province de Kai (aujourd'hui préfecture de Yamanashi).
Nobukimi, fils d'Anayama Nobutomo et d'une fille de Takeda Nobutora, naît en 1541.

### Le général de Takeda Shingen
Le premier fait d'arme majeur de la carrière d'Anayama Nobukimi est la 4e bataille de Kawanakajima, en 1561. Il y dirige une unité comprenant 200 cavaliers, sur l'aile gauche, en première ligne. Contrairement au reste de l'avant-garde dont plusieurs commandants trouvent la mort (Yamamoto Kansuke, Morozumi Masakiyo,Takeda Nobushige), Nobukimi parvient à faire reculer l'armée du clan Uesugi vers la rivière Chikuma (千曲川, Chikuma-gawa).
Il participe ensuite au siège du château de Minowa, en 1566, et au deuxième siège du château d'Odawara, en 1569. Vers 1569-1570, il reçoit le château d'Ejiri (province de Suruga) et son domaine en récompense.
En 1572, Nobukimi engendre un fils, Anayama Nobuharu, qui meurt jeune, en 1587.
Au début des années 1570, il commande des armes à feu et du fer à une dizaine de marchands de la province de Suruga en échange de droits commerciaux sur son territoire. Il aurait d'ailleurs été un expert en matière d'armes à feu.
Le 25 janvier 1573, Anayama Nobukimi prend part à la bataille de Mikata-Ga-Hara.
Le 13 mai suivant, son suzerain Takeda Shingen meurt des suites d'une blessure infligée par un tireur pendant le siège de Hamamatsu. Katsuyori succède alors à son père à la tête du clan Takeda.

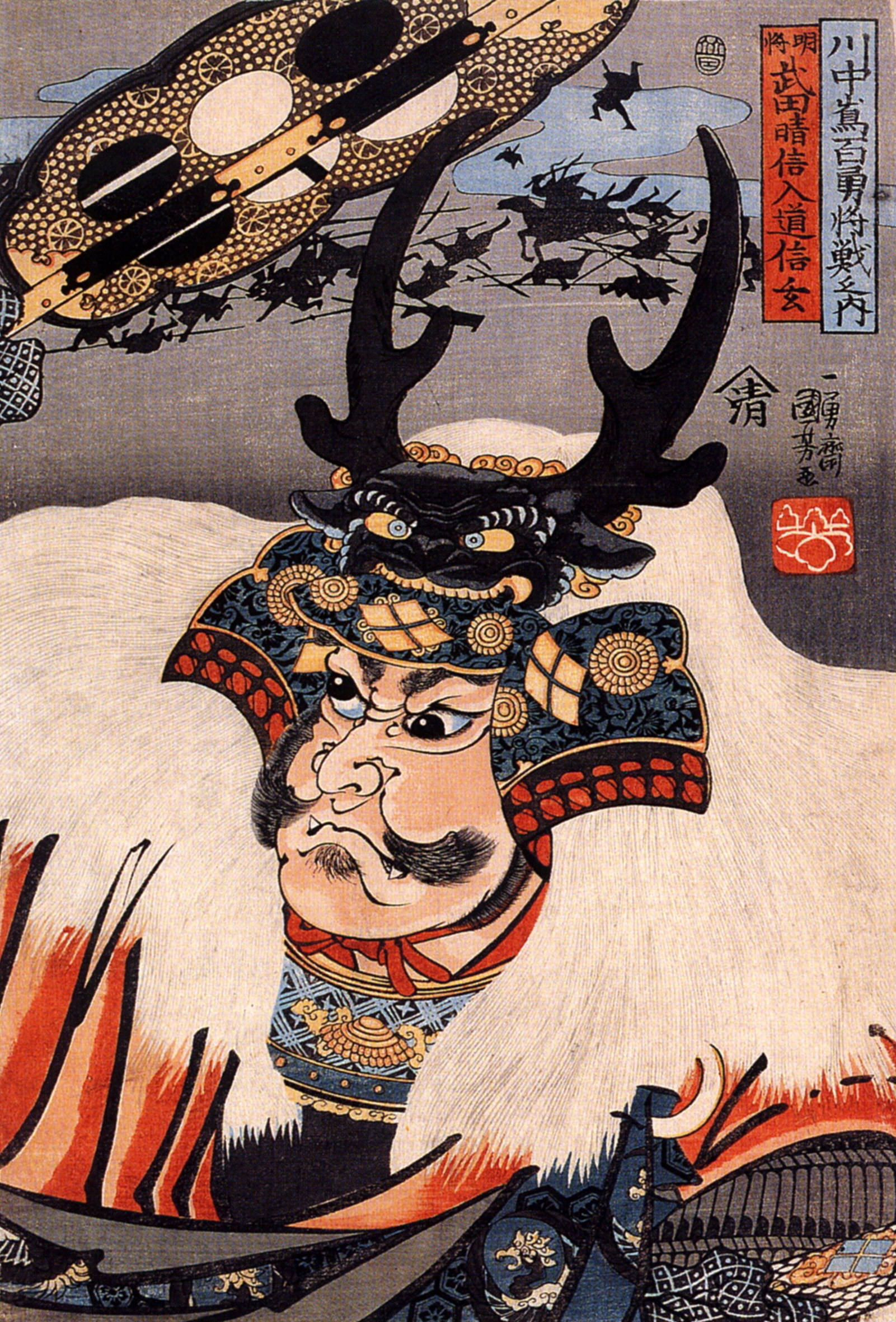
Takeda Shingen.
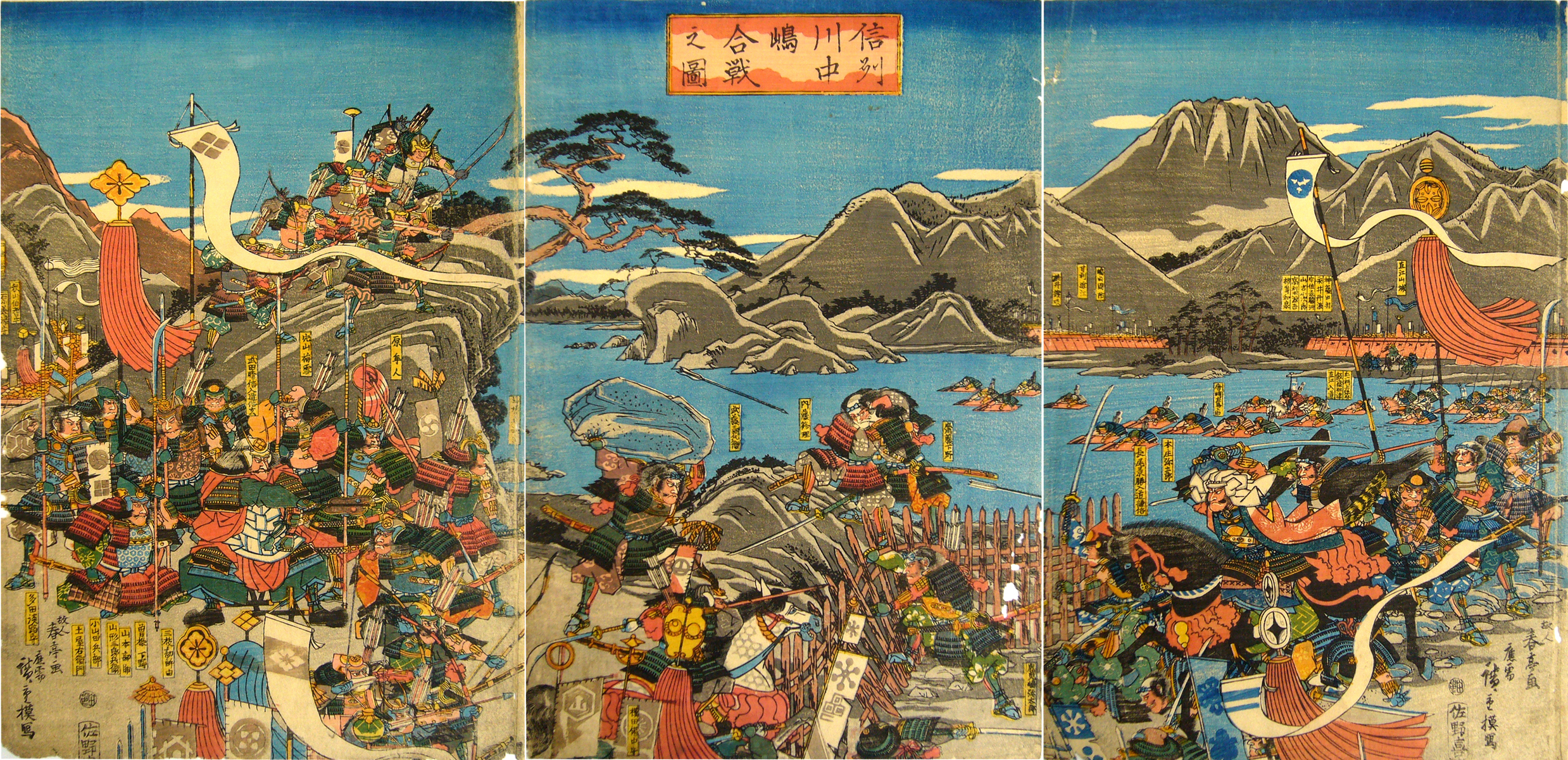
Batailles de Kawanakajima.
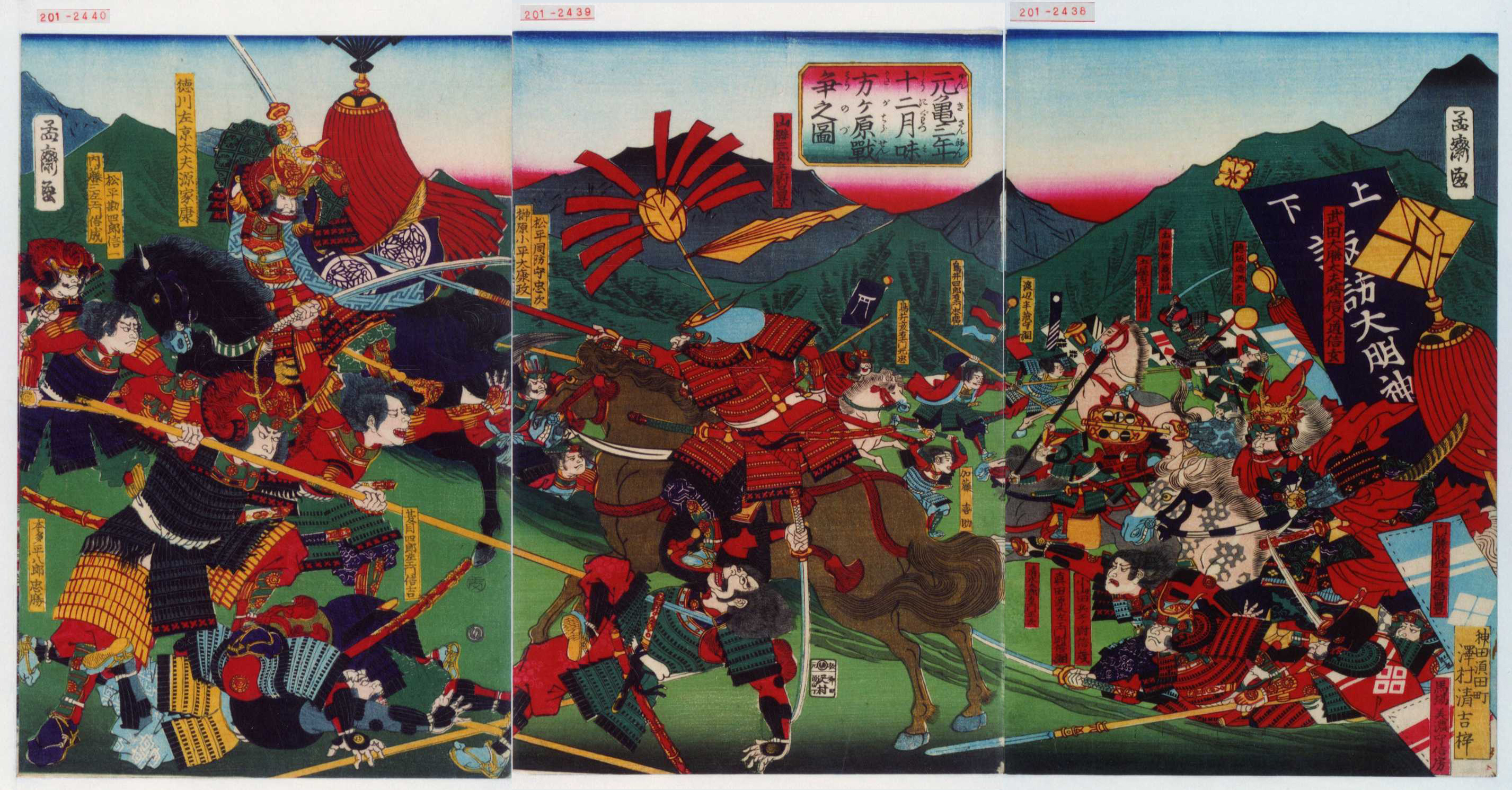
Bataille de Mikata-Ga-Hara.

### Après 1573
Avant sa mort, Takeda Yoshinobu, le demi-frère de Katsuyori, aurait entretenu de bonnes relations avec Nobukimi. De plus, ce dernier tient Katsuyori pour responsable du suicide de Yoshinobou. C'est peut-être une des raisons de la défiance de Nobukimi envers son nouveau suzerain. Quoi qu'il en soit, leur relation est assez mauvaise.
Vers la fin de sa vie, Anayama Nobukimi est souvent désigné par son nom de moine, Anayama Baisetsu.
Le 28 juin 1575, il participe à la lourde défaite du clan Takeda à Nagashino. Il y commande toute l'aile droite et ses 3 000 hommes. Sa propre unité comprend notamment 200 cavaliers. Si les guerriers qu'il dirige portent les couleurs du clan Takeda, il porte sa propre bannière arborant le mon de sa famille. Les arquebusiers d'Oda Nobunaga et Tokugawa Ieyasu causent des pertes particulièrement lourdes et le bilan est catastrophique : Takeda Katsuyori a perdu 10 000 des 15 000 soldats engagés et huit des 
« vingt-quatre généraux » de Shingen sont morts.
En 1582, Nobukimi trahit Katsuyori et passe au service de Tokugawa Ieyasu. Il accompagne son dernier suzerain lors de la rébellion d'Akechi Mitsuhide. Prenant alors la fuite à pied, il est assassiné près de la rivière Uji (宇治川, Uji-gawa) par des hommes restés fidèles aux Takeda.

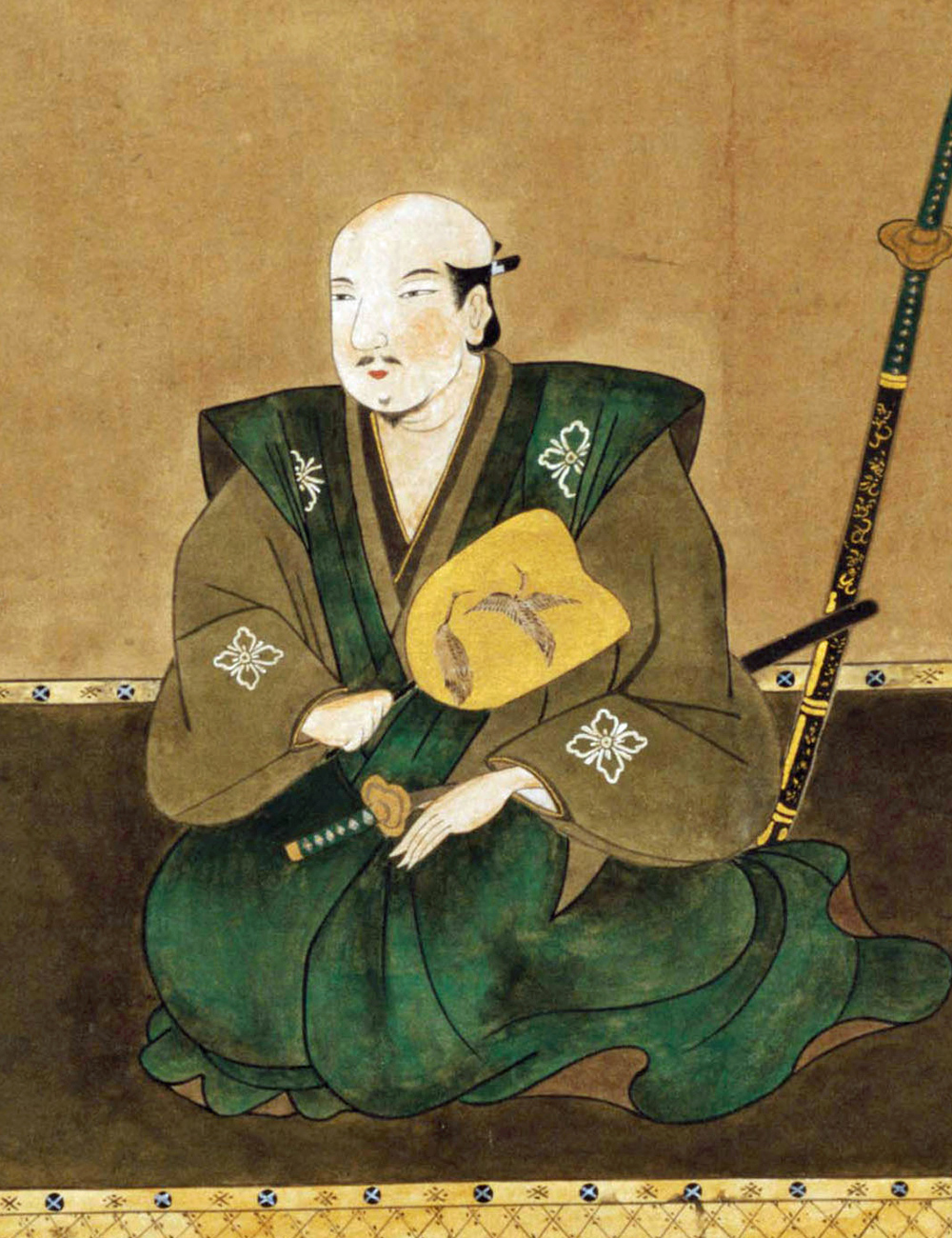
Takeda Katsuyori.
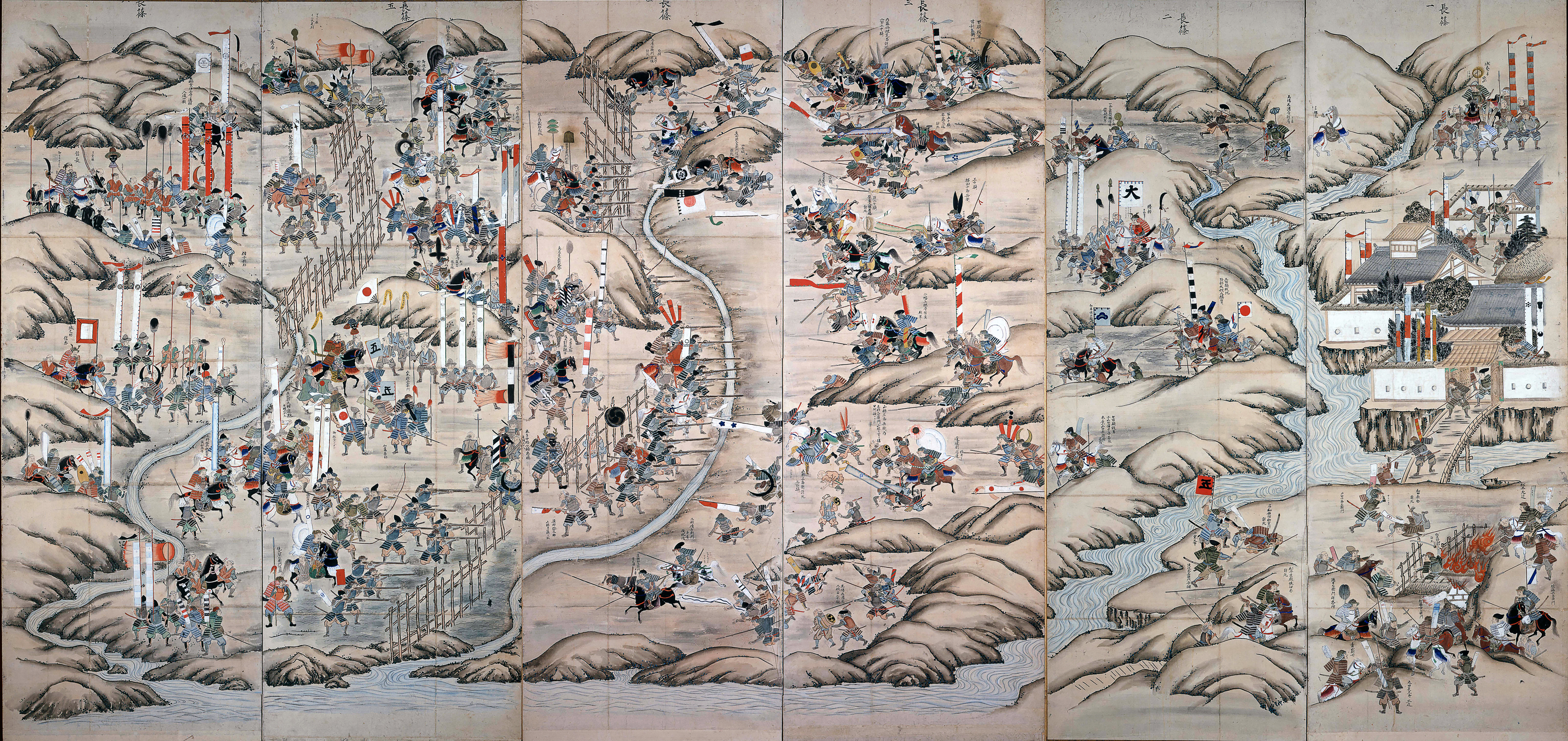
Bataille de Nagashino.